# 內戰圓金星介
內戰圓金星介（学名：Cyprinotus naichan）为金星介科圓金星介屬下的一个种。